# La tentación desnuda
La tentación desnuda és una pel·lícula de l'Argentina en blanc i negre dirigida per Armando Bó segons el seu propi guió que es va estrenar el 3 de novembre de 1966 i que va tenir com a protagonistes a Isabel Sarli, Armando Bó, Juan José Míguez i Oscar Valicelli. Fou filmada al delta del Paraná.

## Sinopsi
Una jove cau al riu des d'un iot i es perd a la selva del departament d'Alto Paraná despertant les passions dels vilatans.

## Repartiment
Els principals intèrprets foren:
- Isabel Sarli …Sandra Quesada
- Armando Bó …José María
- Juan José Míguez …Junguero 2
- Oscar Valicelli …Junquero 1
- Víctor Bó …Cholo
- Aníbal Pardeiro …Teófilo
- Juan Pitrau …Home al bar

## Comentaris
La Razón va dir: 
| « | ”Un film que té una mica de genocidi…profund clima de violència i de sang…el final ens mostra a la protagonista volent redimir-se enfront d'un crucifix…No hi ha dubte que Armant Bó maneja encertadament les escenes de violència, amb un ritme que no és comú al nostre cinema”. | » |

Manrupe i Portela escriuen:
| « | ”Retorn de Bó a la línia de El trueno entre las hojas i Sabaleros amb més recalcament en el violent que en l'eròtic. Bona acció i alguns diàlegs ingènuament memorables”. | » |